# Liga Młodych
Liga Młodych (ang. Young Justice) – amerykański serial animowany stworzony przez Grega Weismana i Brandona Vietti dla Cartoon Network. Serial bazuje na serii komiksów wydawnictwa DC Comics.
Jego światowa premiera odbyła się 26 listopada 2010 roku na amerykańskim Cartoon Network. W Polsce serial zadebiutował w 11 czerwca 2012 roku na kanale Cartoon Network.
28 kwietnia 2012 na amerykańskim Cartoon Network pojawił się drugi sezon z podtytułem - Inwazja. Sezon ten zadebiutował w Polsce dopiero w 2014 roku. Po tym serial został ucięty i zastąpiony przez Młodzi Tytani: Akcja!
8 listopada 2016 twórcy ogłosili rozpoczęcie prac nad 3. sezonem. W 2017 potwierdzono podtytuł 3. sezonu – Outsiders, który pojawił się 4 stycznia 2019 roku na platformie streamingowej DC Universe. W Polsce sezon został udostępniony w dniu 1 maja 2024 roku w serwisie Netflix Polska z podtytułem Poza prawem.
16 października 2021 na DC Fandome, ukazany został pierwszy zwiastun 4. sezonu z podtytułem - Phantoms, zaś dwa pierwsze odcinki zostały udostępnione tego samego dnia na platformie streamingowej HBO Max (w Polsce nadal niedostępne).
9 czerwca został wyemitowany ostatni odcinek 4. sezonu. Poprzez połączenie Warner Bros z Discovery, z dnia 8 kwietnia 2022, które doprowadziło do skasowania wielu projektów DC, status tego serialu jest niepewny, jednak istnieje możliwość, że podobnie jak w 2013, serial został ponownie skasowany.

## Fabuła
Jest to jedna z wielu produkcji, której ważnym motywem jest Liga Sprawiedliwych. Ale tym razem sztandarowi superbohaterowie DC Comics są odsunięci na dalszy plan. Główne role pełnią postaci, którzy byli dotychczas asystentami poszczególnych herosów. Aspirują do tego, by Liga przyjęła ich jako niekwestionowanych herosów. Akcja rozgrywa się w czasach zbliżonych do daty premiery. Przedział czasu w uniwersum nazwano „Nową erą herosów”. Pilotażowy odcinek wyemitowany na miesiąc przed premierą kolejnych odcinków prezentuje czwórkę bohaterów: Robin, Wodnik, Mały Flash, Speedy. Ostatni z wymienionych odmówił dołączenia do paczki, oczekując od Ligi Sprawiedliwych należytego szacunku i uznania oraz promocji z pomocnika na pełnoprawnego członka Ligi. Spotkawszy się ze sprzeciwem, Speedy rezygnuje z bycia współpracownikiem Zielonej Strzały, zmienia swoje miano na Czerwona Strzała i odchodzi. Reszta młodszych bohaterów próbuje przekonać przełożonych o swojej wartości, potajemnie biorąc udział w misji Ligi Sprawiedliwych. Podczas przeprawy przez siedzibę Cadmusa trójka bohaterów odnajduje klona Supermana o imieniu Superboy. Epizod opowiada o pochodzeniu Superboya i tajemniczego zgrupowania – „Błysk” – grupy złoczyńców. W końcu Robin, Wodnik, Mały Flash i Superboy negocjują z Batmanem ustanowienie tajnego zespołu operacyjnego który podlegałby Lidze a byłby przydatny też z tego względu, że sława członków Ligi utrudnia im zachowanie dyskrecji wszelkich akcji. Batman ustanawia więc „Ligę Młodych” z siedzibą w Górze Sprawiedliwości, a jej opiekunem zostaje Red Tornado. Tu członkowie są szkoleni i wspomagani przez Ligę Sprawiedliwych. Pod koniec odcinka do grupy dołącza Marsjanka, siostrzenica Marsjanina Łowcy.

## Bohaterowie

### Liga Młodych
- Robin/Nightwing/Dick Grayson – (1 seria – 13 lat, 2 seria – 18 lat); Gatunek: człowiek; (B01); pierwsze pojawienie w „Dzień Niepodległości” – pomocnik Batmana. Jest detektywem i od początku znał sekret o rodzinie Artemis. Na początku kłóci się z Małym Flashem, o to kto ma być przywódcą. Zazwyczaj nosi maskę, bądź okulary. Ma czarne włosy i niebieskie oczy. Jest ziemianinem, bez mocy. Kiedyś był akrobatą, stąd jego sprawność fizyczna. Posługuje się wieloma gadżetami, tak jak Batman. Umie zhakować praktycznie każdy system. Podoba mu się Zatanna. W drugim sezonie zmienił sekretną tożsamość na Nightwing.
- Mały Flash/Wally West – (1 seria – 15/16 lat, 2 seria – 21 lat (nie żyje)); Gatunek: człowiek; (B03); pierwsze pojawienie w „Dzień Niepodległości” – pomocnik Flasha. Nosi żółty strój, podobny do tego, jaki nosi jego mentor. Ma rude włosy i zielone oczy oraz piegi. Zabawny i zalotny. Na początku kłóci się z Robinem o przywództwo, które ostatecznie przekazują Wodnikowi. Nie wierzy w magię, a wszystko stara się wyjaśniać w logiczny i naukowy sposób. Sam wywołał swoją moc – niesamowitą prędkość. Z każdej misji zbiera przedmiot, wypowiadając przy tym „Na pamiątkę!”. Od początku starał się poderwać Megan. Potem poznaje Artemis, z którą jest podczas 2 serii.
- Speedy/Czerwona Strzała/Roy Harper – (1 seria – 3 lata (18 lat fizjologicznie), 2 seria – 8 lat (23 lata fizjologicznie)); Gatunek: Ludzki Klon; (B06); pierwsze pojawienie „Dzień Niepodległości” – były pomocnik Zielonej Strzały. Uważa, że Liga Sprawiedliwych pomiata swoimi pomocnikami, więc od razu rezygnuje z przedsięwzięcia. Odkąd działa sam, nazwał się Czerwona Strzała. Zawsze nosi przy sobie swój łuk i kołczan. Pod koniec pierwszego sezonu okazuje się, że jest klonem prawdziwego Roya Harpera. W drugim sezonie ma małą córeczkę Lian Nguyen-Harper i żonę Jade czyli Cheshire.
- Wodnik/Aqualad/Kaldur'Ahm – (1 seria – 16 lat, 2 seria – 21 lat); Gatunek Atlantów; (B02); pierwsze pojawienie w „Dzień Niepodległości” – pomagał Aquamanowi na Atlantydzie. Posługuje się mocą kształtowania wody za pomocą tatuaży na ciele, które pojawiły się na nim za sprawą magii. W drugim sezonie jest po stronie Błysku, jako szpieg Ligi Młodych.
- Marsjanka/Maegan M'orzz – (1 seria – 16 lat (według Marsjan, a 48 lat ziemskich), 2 seria – 18 lat (według Marsjan, a 53 lata ziemskie); Gatunek Marsjanina; (B05); pierwsze pojawienie „Fajerwerki" - siostrzenica Marsjanina Łowcy. Posiada różne moce m.in. telekinezy, latania, znikania, porozumiewania telepatycznie i zmiany kształtów. To ona łączy telepatycznie członków ekipy. Jako jedyna ze swojej rodziny jest białą Marsjanką. Była z Superboyem, ale pomiędzy sezonami  zerwali. W drugim sezonie spotykała się z Laganem, po czym zrozumiała, że tak naprawdę kocha tylko Superboya i wróciła do niego.
- Superboy/Conner Kent – (2010 – 16 tygodni (16 lat fizjologicznie)), (2016 – 6 lat (16 lat fizjologicznie)); Gatunek: kryptonian – ludzka hybryda genomorph; (B04); pierwsze pojawienie „Dzień Niepodległości” – klon Supermana i Lexa Luthora. Nadano mu imię Conner Kent. Początkowo miał być bronią Cadmus, jednak Robin, Mały Flash i Wodnik go uratowali. Nie lubi Supermana. Ma niesamowitą siłę, umie wysoko skakać oraz posiada wyostrzone zmysły i nie starzeje się. Od początku wykazywał troskę w stosunku do Megan, z którą się związał. W drugim sezonie już nie ma nic do Supermana. Pomiędzy sezonami zerwał z dziewczyną ponieważ według niego nadużywała swoich mocy (przy wydobywaniu potrzebnych informacji z umysłów wrogów niszczyła je przy tym). Po tym jest zabójczo zazdrosny o Megan i jej chłopaka Lagana, ale w końcu udaje mu się odzyskać ukochaną.
- Artemis/Tygrysica/Artemis Crock – (2010 – 15 lat), (2016 – 20 lat); Gatunek: Człowiek; (B07); pierwsze pojawienie „Mgła” - łuczniczka. Jako ostatnia dołączyła do Ligi Młodych. Po odejściu Roya została ona pomocnikiem Zielonej Strzały, mówiąc przyjaciołom, że to jest jej wujek. Ma doskonałą precyzję. Jej ojcem jest złoczyńca, Sportsmaster, matką dawna Łowczyni, a starsza siostra, Jade, działa po złej stronie jako Kocica z Cheshire.
- Zatanna – (2010 – 14 lat), (2016 – 19 lat); Gatunek: Człowiek; (B08), (A03); pierwsze pojawienie „Ludzkość" - córka Zatary. Ma czarne włosy i niebieskie oczy. Podobnie jak ojciec posługuje się magią. Podoba jej się Robin. W drugim sezonie dołączyła do Ligi Sprawiedliwych.
- Lagunowiec/Lagoon-Boy/La'gaan – (2010 – 12 lat), (2016 – 17 lat); Gatunek Atlantów; (B18); pierwsze pojawienie w „Przestój” – jest atlantem i członkiem zespołu. Były kolega Wodnika w konserwatorium Magii. Ma zieloną skórę, czerwone oczy, pazury, płetwonogi. Nosi czarne szorty i czarny woreczek wkoło kostki. W jego trybie „Rozdymki” jego ciało jest napompowane a na ramionach świecą mistyczne tatuaże.
- Tula/Wodniczka/Aquagirl – (2010 – 16 lat) (nie żyje); Gatunek Atlantów; (B11); pierwsze pojawienie „Przestój” – zginęła w walce z Tiamant. Studiowała razem z Garthem i Kaldurem w Konserwatorium Magii w Atlantydzie. Tula przypominała kaukaską nastolatkę z rudymi włosami, seledynowymi oczami i smukłą sylwetką. Jej włosy były krótkie, z dłuższą grzywką, która kształtowała jej twarz. Miała na sobie obcisły, jasnożółty top, z seledynowym pasem. Wokół jej talii nosiła krótki materiał zapinany pierścieniem z końcem tkaniny wiszącej na jej przodzie. Miała również na sobie naszyjnik. Dawniej (przed pierwszym sezonem) coś łączyło ją z Wodnikiem, jednak kiedy on był gotowy na związek, było już za późno, ponieważ Tula zakochała się w Garth'cie.
- Arsenał/Roy Harper – (2010 – 18 lat (biologicznie 15 lat)), (2016 – 23 lata (biologicznie 15 lat)); Gatunek Człowiek; (B25); pierwsze pojawienie „Stara Znajomość” – był pomocnikiem Zielonej Strzały. Po porwaniu przez Lexa Luthora i Błysk do Laboratori Cadmus został sklonowany, a potem zamrożony na 8 lat i nikt nie wiedział, że żyje. Został znaleziony na początku 2016 roku przez Czerwoną Strzałę i jego żonę Cheshire w tybetańskim klasztorze. Niedługo potem otrzymał od Luthora robotyczną rękę zawierającą wiele różnych broni i zmienił imię na Arsenał.
- Batgirl/Barbara Gordon – (2010 – 13 lat), (2016 – 18 lat); Gatunek: Człowiek; (B16); pierwsze pojawienie „Wróg wewnętrzny” – jak każdy z wychowanków Batmana, Barbara wykonuje swoje obowiązki bardzo poważnie. Jest też naturalnym  przywódcą, często przejmuje kontrolę, gdy sytuacja tego wymaga. Gdy Barbara miała 13 lat, miała rude włosy do ramion. Ma niebieskie oczy. Pięć lat później, Barbara zyskała smukłą i dość muskularną budowę ciała. W przypadku gdy nie jest w stroju, zwykle nosi włosy związane w koński ogon. Jako Batgirl nosi ciemnoszary, dopasowany kostium z czarnym znakiem nietoperza, czarne wypełnienie na brzuchu i dolnej części pleców. Ma również czarne buty, rękawice, pelerynę i kaptur.
- Bestia/Garfield Logan – (2010 – 8 lat), (2016 – 13 lat); Gatunek: Zmutowany człowiek; (B19); pierwsze pojawienie „Obraz” – jest członkiem zespołu. Dorastał w Qurac na sanktuarium zwierząt z matką, Marie Logan. Otrzymał transfuzję krwi od Marsjanki po tym, jak został ranny w wyniku eksplozji. Początkowo jego oczy stały się zielone, z czasem także całe ciało. Zyskał również możliwość zmiany kształtu.
- Wonder Girl/Cassie Sandsmark (2016 – 15 lat); Gatunek: Pół człowiek, pół bóg; pierwsze pojawienie „Szczęśliwego Nowego Roku” - była podopieczną Wonder Woman, która gdy odkryła jej moce, wzięła ją pod swoje skrzydła. Jej matka jest archeologiem, a ojciec to grecki bóg Zeus. W odcinku „Gra skończona” zaczyna chodzić z Robinem/Timem Drakiem.
- Niebieski Żuk/Blue Beetle/Jaime Reyes (2016 – 15 lat); Gatunek: Człowiek; pierwsze pojawienie się „Szczęśliwego Nowego Roku” - był zwykłym chłopakiem, dopóki któregoś dnia nie znalazł niebieskiego żuka, który wczepił się w jego kręgosłup dając mu pancerz i moce.
- Robin/Tim Drake (2016 – 14 lat); Gatunek: Człowiek; pierwsze pojawienie się „ Szczęśliwego Nowego Roku” – został trzecim wychowankiem Batmana i przyjął nazwę Robin. Tak jak inni wychowankowie bardzo strzeże swojej prawdziwej tożsamości. W odcinku „Gra skończona” zaczyna chodzić z Wonder Girl/Cassie Sandsmark.
- Virgil Hawkins (2016 – 15 lat); Gatunek: Człowiek (B26); pierwsze pojawienie „Pod Spodem” – był zwyczajnym nastolatkiem, dopóki Błysk go nie porwał, gdy czekał na siostrę. Dzięki genomorfowi zyskał elektrostatyczne moce. Pod koniec 2 sezonu dołączył do drużyny.

## Wersja polska
Wersja polska: SDI Media Polska

Reżyseria: Wojciech Paszkowski

Dialogi:
- Dominik Kaczmarski (odc. 1-4, 11-12, 20-26, 29-32, 36-38, 43-46),
- Barbara Eyman (odc. 5-10, 13-17, 19, 27-28, 33-35, 39-42)

Koordynacja produkcji: Ewa Krawczyk (odc. 27-46)

Wystąpili:
- Grzegorz Drojewski –
  - Robin / Dick Grayson (odc. 1-27),
  - Nightwing / Dick Grayson (odc. 27, 32, 38, 44, 46)
- Katarzyna Łaska – Marsjanka / M’gann „Megan” M’orzz
- Klaudiusz Kaufmann – Mały Flash / Wally West
- Jakub Szydłowski –
  - Wodnik / Kaldur ’Ahm,
  - Jim Harper (odc. 30)
- Karol Wróblewski – Superboy / Conner Kent
- Beata Wyrąbkiewicz –
  - Artemis / Tygrysica,
  - Cat Grant (odc. 10-11, 14, 16, 19, 25, 27, 36, 41, 44-46)
- Paweł Szczesny –
  - Aquaman,
  - Sportsmaster / Crusher Crock (odc. 4, 10, 23, 25, 34, 38, 42),
  - Sensei (odc. 6)
- Robert Czebotar – Batman
- Robert Tondera –
  - Superman,
  - L-2 (Ra’s Al Ghul) (odc. 9),
  - Hamilton Hill (odc. 13)

oraz:
- Krzysztof Cybiński –
  - Speedy / Roy Harper (odc. 1, 3),
  - L-1 (Wandal Dzikos) (odc. 2, 4),
  - Lucas Carr (odc. 46)
- Andrzej Chudy –
  - Zielona Strzała / Oliver Queen (odc. 1, 6, 30, 34),
  - L-3 (Lex Luthor) (odc. 2),
  - Pan Huragan (odc. 3),
  - Bane (odc. 4),
  - Lex Luthor (odc. 10, 22, 25, 34, 38, 40, 43, 46),
  - Icicle Sr. (odc. 11),
  - Hrabia Vertigo (odc. 14, 20),
  - Henchy (odc. 20),
  - Bibbo Bibbowski (odc. 29),
  - Kapitan (odc. 32)
- Marcin Przybylski –
  - Flash / Barry Allen (odc. 1-2, 20-22, 32, 37, 46),
  - Nabu (odc. 7),
  - Profesor Ojo (odc. 11),
  - Marsjanin Łowca / J’onn J’onnz (odc. 16-17, 21-22, 27, 29, 33, 41)
- Dariusz Błażejewski –
  - Marsjanin Łowca / J’onn J’onnz (odc. 1-2, 5, 10),
  - żołnierz Bane’a (odc. 4),
  - Nuidis Vulko (odc. 8)
  - Alfred Pennyworth (odc. 8),
  - Riddler / Edward Nigma (odc. 11),
  - Wujek Dudley (odc. 13),
  - Kapitan Marvel (Shazam) (odc. 15, 19, 22, 37, 41),
  - Desaad (odc. 17),
  - Faraday (odc. 24),
  - Icon (odc. 25)
- Jacek Kopczyński –
  - Red Tornado,
  - Czerwona Strzała / Roy Harper (odc. 6, 10, 25-26, 30, 32, 34),
  - jeden z wyznawców Kobry (odc. 4),
  - Garth (odc. 8),
  - Red Torpedo (odc. 12, 40),
  - Red Volcano (odc. 15),
  - Speedy / Arsenał / Roy Harper (odc. 41)
- Bożena Furczyk –
  - głos komputera Jaskini,
  - Paula Crock (odc. 8-9, 12, 23, 34, 42),
  - L-4 (Królowa Pszczół) (odc. 9),
  - młoda Jade Nguyen (odc. 9),
  - Karen Beecher (odc. 10),
  - Barbara Gordon (odc. 12),
  - Mary West (odc. 20),
  - Iris West-Allen (odc. 32)
- Jakub Mróz –
  - Icicle Jr. (odc. 1, 11, 31, 35),
  - Klarion (odc. 7, 19, 23, 26),
  - Orm (odc. 8),
  - jeden ze strażników na Rann (odc. 28)
- Robert Kuraś –
  - Zatara (odc. 1),
  - Brom Stikk (odc. 3),
  - Profesor Ojo (odc. 6),
  - Marvin White (odc. 10),
  - Tommy Terror (odc. 11)
- Brygida Turowska-Szymczak –
  - głos komputera Przystani (odc. 1),
  - doktor Serling Roquette (odc. 6),
  - Joan Garrick (odc. 8),
  - Killer Frost (odc. 11)
- Przemysław Nikiel –
  - Mr. Freeze (odc. 1, 11),
  - Kobra (odc. 4)
- Wojciech Paszkowski –
  - Mark Desmond (odc. 1-2),
  - Czarna Manta (odc. 8, 29, 33, 35, 39, 42, 45),
  - Hugo Strange (odc. 11, 20),
  - Nabu (odc. 14, 19, 22),
  - T. O. Morrow (odc. 15),
  - James Gordon (odc. 19),
  - Rudy West (odc. 20),
  - Rumaan Harjavti (odc. 21),
  - Eduardo Dorado Sr. (odc. 29),
  - Jeremiah (odc. 30),
  - Holling Longshadow (odc. 31),
  - Neutron / Nathaniel Tryon (odc. 32),
  - Ray Palmer (odc. 35)
- Bartosz Martyna –
  - Dubbilex (odc. 1-2),
  - T.O. Morrow (odc. 3),
  - L-6 (Mózg) (odc. 4),
  - Profesor Ivo (odc. 5),
  - Psimon / Simon Jones (odc. 9, 21, 31, 39),
  - Lucas „Snapper” Carr (odc. 10),
  - Mózg (odc. 13, 19),
  - Tsen (odc. 27, 37)),
  - głos Skarabeusza (odc. 30-31, 35-39, 44, 46)
- Anna Sztejner –
  - Cheshire / Jade Nguyen (odc. 6, 10, 23, 25, 30, 32, 34, 42),
  - Madam Xanadu (odc. 7),
  - Królowa Mera (odc. 8),
  - Trujący Bluszcz (odc. 14),
  - Marzycielka (odc. 17),
  - Naukowiec (odc. 36, 43-46)
- Grzegorz Kwiecień –
  - Abra Kadabra (odc. 7),
  - Topo (odc. 8),
  - Flash / Barry Allen (odc. 8),
  - Mal Duncan (odc. 10),
  - Kapitan Marvel (odc. 13),
  - Otis (odc. 34),
  - Tommy Terror (odc. 35),
  - Zielony Żuk / B’arzz O’oomm (odc. 39-40, 42, 44, 46)
- Jacek Król –
  - Strażnik / Jim Harper (odc. 1-2, 22),
  - Brick (odc. 3, 11, 20),
  - Amazo (odc. 5),
  - L-2 (Ra’s Al Ghul) (odc. 6),
  - Kent Nelson (odc. 7),
  - Ra’s Al Ghul (odc. 10, 35, 45),
  - Vykin (odc. 17),
  - Clayface (odc. 27),
  - Kapitan Atom / Kapitan Nathaniel Adams (odc. 27, 29, 37, 41-42, 46),
  - Atom / Ray Palmer (odc. 38, 46),
  - Burton Thompson (odc. 40)
- Milena Suszyńska –
  - Black Canary (odc. 5, 15, 17, 21-22, 25-26, 30, 37, 45-46)
  - Tula (odc. 8),
  - Wendy Harris (odc. 10),
  - Bette Kane (odc. 12)
- Monika Węgiel –
  - Mary West (odc. 8),
  - Amanda Waller (odc. 11)
- Krzysztof Szczerbiński –
  - Joker (odc. 14),
  - Serifan (odc. 17),
  - Deathstroke (odc. 39, 42, 45),
  - Eduardo Dorado Sr. (odc. 40)
- Janusz Wituch –
  - Zatara (odc. 14-16, 19),
  - Dubbilex (odc. 22)
- Zbigniew Konopka –
  - Wotan (odc. 14),
  - Zielona Latarnia / John Stewart (odc. 27, 29, 41),
  - Sardath (odc. 28),
  - Ubu (odc. 45)
- Zbigniew Dziduch –
  - Wandal Dzikos (odc. 14, 20, 25-26, 29, 38, 41, 45),
  - Bruno „Brzydki” Mannheim (odc. 30)
- Dominika Kluźniak – Zatanna (odc. 15, 19-20, 22-23, 25)
- Julia Kołakowska-Bytner –
  - Red Inferno (odc. 15),
  - Amber Joyce (odc. 19),
  - Doktor Amanda Spence (odc. 22),
  - Batgirl / Barbara Gordon (odc. 27, 29, 31, 36, 41, 44),
  - Lian Nguyen-Harper (odc. 32)
- Joanna Pach –
  - Iris West-Allen (odc. 16, 20),
  - Mattie Harcourt (odc. 20)
- Łukasz Węgrzynowski –
  - Generał Wade Eiling (odc. 16),
  - Bruno „Brzydki” Mannheim (odc. 17),
  - Pieter Cross (odc. 20)
- Wojciech Chorąży –
  - Zielona Latarnia / John Stewart (odc. 16),
  - Zielona Strzała / Oliver Queen (odc. 21),
  - pan Jones (odc. 23),
  - Ra’s Al Ghul (odc. 26)
- Dariusz Odija –
  - Niedźwiedź (odc. 17),
  - Pasożyt (odc. 24)
- Beniamin Lewandowski –
  - Billy Batson (odc. 19),
  - Garfield Logan (odc. 21)
- Miłogost Reczek –
  - Hrabia Vertigo (odc. 20),
  - Haly (odc. 24),
  - G. Gordon Godfrey (odc. 27-28, 33, 36-38, 43, 46),
  - Golem  (odc. 30),
  - Maurice Bodaway (odc. 31),
  - Flash / Jay Garrick (odc. 32)
- Agnieszka Kunikowska – Marie Logan (odc. 21)
- Elżbieta Jędrzejewska – Wonder Woman (odc. 22, 29)
- Waldemar Barwiński –
  - Czerwona Strzała / Roy Harper (odc. 23-24),
  - Speedy / Arsenał / Roy Harper (odc. 34, 38, 43),
  - Ambasador (odc. 36-37, 41-45)
- Olga Omeljaniec –
  - Rocket / Raquel Ervin (odc. 25-26, 34, 44),
  - Shelly Longshadow (odc. 31)
- Grzegorz Pierczyński – Riddler / Edward Nigma (odc. 25)
- Piotr Bajtlik –
  - John Smith (odc. 26),
  - Adam Strange (odc. 27-30)
- Wit Apostolakis-Gluziński – Bestia / Garfield Logan (odc. 27-30, 32, 36, 45)
- Mateusz Narloch – Niebieski Żuk / Jaime Reyes (odc. 27, 29-31, 34-42, 44, 46)
- Adam Krylik – La’gaan (odc. 27, 29-30, 33, 35, 39, 44)
- Paweł Ciołkosz – Nightwing / Dick Grayson (odc. 27, 29-33, 35-46)
- Monika Pikuła – Wonder Girl / Cassie Sandsmark (odc. 27, 29, 31, 36, 41, 46)
- Anna Szymańczyk –
  - Catherine Cobert (odc. 27, 29),
  - Whisper A’Daire (odc. 30)
- Joanna Kudelska –
  - Zatanna (odc. 27, 34, 37, 44),
  - Alanna (odc. 28)
- Karol Jankiewicz –
  - Tye Longshadow (odc. 31, 40, 43),
  - Virgil Hawkins (odc. 37)
- Karol Osentowski – Impuls / Mały Flash / Bart Allen (odc. 32, 34-39, 44-46)
- Joanna Węgrzynowska –
  - Carol Ferris (odc. 33),
  - Tuppence Terror (odc. 35)
- Adam Fidusiewicz –
  - Thomas Kalmaku (odc. 33),
  - Kapitan Cold (odc. 34),
  - Static / Virgil Hawkins (odc. 40, 43, 46)
- Mieczysław Morański – L-Ron (odc. 37)
- Michał Podsiadło – Eduardo Dorado Jr. (odc. 40, 43)
- Jan Kulczycki – Trybun (odc. 41, 46)
- Grzegorz Pawlak –
  - Mongul (odc. 41, 43),
  - Icon (odc. 46)
- Mikołaj Klimek – Black Lightning (odc. 46)

Lektor: Przemysław Nikiel

## Przegląd sezonów
| Seria | Seria | Tytuł                                                | Pierwsza emisja | Pierwsza emisja  | Pierwsza emisja      | Pierwsza emisja   | Pierwsza emisja | Pierwsza emisja | Pierwsza emisja   | Pierwsza emisja  | Pierwsza emisja | Pierwsza emisja |
| Seria | Seria | Tytuł                                                | Odcinki         | Odcinki          | Premiera serii       | Finał serii       | Dystrybucja     | Odcinki         | Odcinki           | Premiera serii   | Finał serii     | Dystrybucja     |
| ----- | ----- | ---------------------------------------------------- | --------------- | ---------------- | -------------------- | ----------------- | --------------- | --------------- | ----------------- | ---------------- | --------------- | --------------- |
|       | 1     | Liga Młodych (Young Justice)                         | 26              | 2                | 26 listopada 2010    | 26 listopada 2010 | Cartoon Network | 25              | 13                | 11 czerwca 2012  | 26 czerwca 2012 | Cartoon Network |
| 7     | 1     | Liga Młodych (Young Justice)                         | 26              | 21 stycznia 2011 | 11 marca 2011        |                   | Cartoon Network | 25              | 13                | 11 czerwca 2012  | 26 czerwca 2012 | Cartoon Network |
| 7     | 1     | Liga Młodych (Young Justice)                         | 26              | 21 stycznia 2011 | 11 marca 2011        | 12                | Cartoon Network | 25              | 25 listopada 2012 | 5 stycznia 2013  |                 | Cartoon Network |
| 9     | 1     | Liga Młodych (Young Justice)                         | 26              | 16 września 2011 | 18 listopada 2011    | 12                | Cartoon Network | 25              | 25 listopada 2012 | 5 stycznia 2013  |                 | Cartoon Network |
| 8     | 1     | Liga Młodych (Young Justice)                         | 26              | 3 marca 2012     | 21 kwietnia 2012     | 26                | 26              | 1 stycznia 2018 | 1 stycznia 2018   | Netflix Polska   |                 |                 |
|       | 2     | Liga Młodych: Inwazja (Young Justice: Invasion)      | 20              | 7                | 28 kwietnia 2012     | 9 czerwca 2012    | Cartoon Network | 20              | 20                | 18 stycznia 2014 | 29 marca 2014   | Cartoon Network |
| 2     | 2     | Liga Młodych: Inwazja (Young Justice: Invasion)      | 20              | 29 września 2012 | 6 października 2012  |                   | Cartoon Network | 20              | 20                | 18 stycznia 2014 | 29 marca 2014   | Cartoon Network |
| 11    | 2     | Liga Młodych: Inwazja (Young Justice: Invasion)      | 20              | 5 stycznia 2013  | 16 lutego 2013       |                   | Cartoon Network | 20              | 20                | 18 stycznia 2014 | 29 marca 2014   | Cartoon Network |
|       | 3     | Liga Młodych: Poza prawem (Young Justice: Outsiders) | 26              | 13               | 4 stycznia 2019      | 25 stycznia 2019  | DC Universe     | 26              | 26                | 1 maja 2024      | 1 maja 2024     | Netflix Polska  |
| 13    | 3     | Liga Młodych: Poza prawem (Young Justice: Outsiders) | 26              | 2 lipca 2019     | 27 sierpnia 2019     |                   | DC Universe     | 26              | 26                | 1 maja 2024      | 1 maja 2024     | Netflix Polska  |
|       | 4     | (Young Justice: Phantoms)                            | 26              | 13               | 16 października 2021 | 30 grudnia 2021   | HBO Max         | –               | –                 | nieemitowany     | nieemitowany    | –               |
| 13    | 4     | (Young Justice: Phantoms)                            | 26              | 31 marca 2022    | 9 czerwca 2022       | –                 | HBO Max         | –               | nieemitowany      | nieemitowany     |                 | –               |

## Spis odcinków
| Premiera                          | Premiera w Polsce | Nr      | Polski tytuł                  | Angielski tytuł                          |
| --------------------------------- | ----------------- | ------- | ----------------------------- | ---------------------------------------- |
|                                   |                   |         |                               |                                          |
| SERIA PIERWSZA                    |                   |         |                               |                                          |
|                                   |                   |         |                               |                                          |
| 26.11.2010                        | 11.06.2012        | 01      | Dzień Niepodległości          | Independence Day                         |
| 26.11.2010                        | 11.06.2012        |         |                               |                                          |
| 26.11.2010                        | 11.06.2012        | 02      | Fajerwerki                    | Fireworks                                |
|                                   |                   |         |                               |                                          |
| 21.01.2011                        | 12.06.2012        | 03      | Witajcie w Szczęśliwym Porcie | Welcome to Happy Harbor                  |
|                                   |                   |         |                               |                                          |
| 28.01.2011                        | 13.06.2012        | 04      | Strefa zrzutu                 | Drop-Zone                                |
|                                   |                   |         |                               |                                          |
| 04.02.2011                        | 14.06.2012        | 05      | Trening                       | Schooled                                 |
|                                   |                   |         |                               |                                          |
| 11.02.2011                        | 15.06.2012        | 06      | Mgła                          | Infiltrator                              |
|                                   |                   |         |                               |                                          |
| 18.02.2011                        | 18.06.2012        | 07      | Próba                         | Denial                                   |
|                                   |                   |         |                               |                                          |
| 04.03.2011                        | 19.06.2012        | 08      | Decyzja                       | Downtime                                 |
|                                   |                   |         |                               |                                          |
| 11.03.2011                        | 20.06.2012        | 09      | Bez pamięci                   | Bereft                                   |
|                                   |                   |         |                               |                                          |
| 16.09.2011                        | 21.06.2012        | 10      | Ukryty cel                    | Targets                                  |
|                                   |                   |         |                               |                                          |
| 23.09.2011                        | 22.06.2012        | 11      | Terroryści                    | Terrors                                  |
|                                   |                   |         |                               |                                          |
| 30.09.2011                        | 25.06.2012        | 12      | Wróg wewnętrzny               | Homefront                                |
|                                   |                   |         |                               |                                          |
| 07.10.2011                        | 26.06.2012        | 13      | Samiec Alfa                   | Alpha Male                               |
|                                   |                   |         |                               |                                          |
| 14.10.2011                        | 25.11.2012        | 14      | Olśnienie                     | Revelation                               |
|                                   |                   |         |                               |                                          |
| 21.10.2011                        | 01.12.2012        | 15      | Człowieczeństwo               | Humanity                                 |
|                                   |                   |         |                               |                                          |
| 04.11.2011                        | 02.12.2012        | 16      | Niebezpieczna gra             | Failsafe                                 |
|                                   |                   |         |                               |                                          |
| 11.11.2011                        | 08.12.2012        | 17      | Trauma                        | Disordered                               |
|                                   |                   |         |                               |                                          |
| 18.11.2011                        | 01.01.2018        | 18      | Tajemnice                     | Secrets                                  |
|                                   |                   |         |                               |                                          |
| 03.03.2012                        | 09.12.2012        | 19      | Dwa światy                    | Misplaced                                |
|                                   |                   |         |                               |                                          |
| 10.03.2012                        | 15.12.2012        | 20      | Z sercem                      | Coldhearted                              |
|                                   |                   |         |                               |                                          |
| 17.03.2012                        | 16.12.2012        | 21      | Wizerunek                     | Image                                    |
|                                   |                   |         |                               |                                          |
| 24.03.2012                        | 22.12.2012        | 22      | Polityka                      | Agendas                                  |
|                                   |                   |         |                               |                                          |
| 31.03.2012                        | 23.12.2012        | 23      | Kompleksy                     | Insecurity                               |
|                                   |                   |         |                               |                                          |
| 07.04.2012                        | 29.12.2012        | 24      | Przedstawienie                | Performance                              |
|                                   |                   |         |                               |                                          |
| 14.04.2012                        | 30.12.2012        | 25      | Jak zwykle podejrzani         | Usual Suspects                           |
|                                   |                   |         |                               |                                          |
| 21.04.2012                        | 05.01.2013        | 26      | Stara znajomość               | Auld Acquaintance                        |
|                                   |                   |         |                               |                                          |
| SERIA DRUGA: INWAZJA              |                   |         |                               |                                          |
|                                   |                   |         |                               |                                          |
| 28.04.2012                        | 18.01.2014        | 27 (1)  | Szczęśliwego Nowego Roku      | Happy New Year                           |
|                                   |                   |         |                               |                                          |
| 05.05.2012                        | 19.01.2014        | 28 (2)  | Ziemianie                     | Earthlings                               |
|                                   |                   |         |                               |                                          |
| 12.05.2012                        | 25.01.2014        | 29 (3)  | Wyobcowani                    | Alienated                                |
|                                   |                   |         |                               |                                          |
| 19.05.2012                        | 26.01.2014        | 30 (4)  | Ocalenie                      | Salvage                                  |
|                                   |                   |         |                               |                                          |
| 26.05.2012                        | 01.02.2014        | 31 (5)  | Pod spodem                    | Beneath                                  |
|                                   |                   |         |                               |                                          |
| 02.06.2012                        | 08.02.2014        | 32 (6)  | Przodkowie                    | Bloodlines                               |
|                                   |                   |         |                               |                                          |
| 09.06.2012                        | 09.02.2014        | 33 (7)  | Głębia                        | Depths                                   |
|                                   |                   |         |                               |                                          |
| 29.09.2012                        | 15.02.2014        | 34 (8)  | Satysfakcja                   | Satisfaction                             |
|                                   |                   |         |                               |                                          |
| 06.10.2012                        | 16.02.2014        | 35 (9)  | Głębia                        | Darkest                                  |
|                                   |                   |         |                               |                                          |
| 05.01.2013                        | 22.02.2014        | 36 (10) | Przed świtem                  | Before the Dawn                          |
|                                   |                   |         |                               |                                          |
| 12.01.2013                        | 23.02.2014        | 37 (11) | W szachu                      | Cornered                                 |
|                                   |                   |         |                               |                                          |
| 19.01.2013                        | 01.03.2014        | 38 (12) | Prawdziwe kolory              | True Colors                              |
|                                   |                   |         |                               |                                          |
| 26.01.2013                        | 02.03.2014        | 39 (13) | Sposób                        | The Fix                                  |
|                                   |                   |         |                               |                                          |
| 02.02.2013                        | 08.03.2014        | 40 (14) | Ucieczka                      | Runaways                                 |
|                                   |                   |         |                               |                                          |
| 09.02.2013                        | 09.03.2014        | 41 (15) | Wojna                         | War                                      |
|                                   |                   |         |                               |                                          |
| 16.02.2013                        | 15.03.2014        | 42 (16) | Komplikacje                   | Complications                            |
|                                   |                   |         |                               |                                          |
| 23.02.2013                        | 16.03.2014        | 43 (17) | Polowanie                     | The Hunt                                 |
|                                   |                   |         |                               |                                          |
| 02.03.2013                        | 22.03.2014        | 44 (18) | Interwencja                   | Intervention                             |
|                                   |                   |         |                               |                                          |
| 09.02.2013                        | 23.03.2014        | 45 (19) | Szczyt                        | Summit                                   |
|                                   |                   |         |                               |                                          |
| 16.02.2013                        | 29.03.2014        | 46 (20) | Gra skończona                 | Endgame                                  |
|                                   |                   |         |                               |                                          |
| SERIA TRZECIA: POZA PRAWEMCzęść 1 |                   |         |                               |                                          |
|                                   |                   |         |                               |                                          |
| 04.01.2019                        | 01.05.2024        | 47 (1)  | brak – nie przetłumaczono     | Princes All                              |
|                                   |                   |         |                               |                                          |
| 04.01.2019                        | 01.05.2024        | 48 (2)  | brak – nie przetłumaczono     | Royal We                                 |
|                                   |                   |         |                               |                                          |
| 04.01.2019                        | 01.05.2024        | 49 (3)  | brak – nie przetłumaczono     | Eminent Threat                           |
|                                   |                   |         |                               |                                          |
| 11.01.2019                        | 01.05.2024        | 50 (4)  | brak – nie przetłumaczono     | Private Security                         |
|                                   |                   |         |                               |                                          |
| 11.01.2019                        | 01.05.2024        | 51 (5)  | brak – nie przetłumaczono     | Away Mission                             |
|                                   |                   |         |                               |                                          |
| 11.01.2019                        | 01.05.2024        | 52 (6)  | brak – nie przetłumaczono     | Rescue Op                                |
|                                   |                   |         |                               |                                          |
| 18.01.2019                        | 01.05.2024        | 53 (7)  | brak – nie przetłumaczono     | Evolution                                |
|                                   |                   |         |                               |                                          |
| 18.01.2019                        | 01.05.2024        | 54 (8)  | brak – nie przetłumaczono     | Triptych                                 |
|                                   |                   |         |                               |                                          |
| 18.01.2019                        | 01.05.2024        | 55 (9)  | brak – nie przetłumaczono     | Home Fires                               |
|                                   |                   |         |                               |                                          |
| 25.01.2019                        | 01.05.2024        | 56 (10) | brak – nie przetłumaczono     | Exceptional Human Beings                 |
|                                   |                   |         |                               |                                          |
| 25.01.2019                        | 01.05.2024        | 57 (11) | brak – nie przetłumaczono     | Another Freak                            |
|                                   |                   |         |                               |                                          |
| 25.01.2019                        | 01.05.2024        | 58 (12) | brak – nie przetłumaczono     | Nightmare Monkeys                        |
|                                   |                   |         |                               |                                          |
| 25.01.2019                        | 01.05.2024        | 59 (13) | brak – nie przetłumaczono     | True Heroes                              |
|                                   |                   |         |                               |                                          |
| Część 2                           |                   |         |                               |                                          |
|                                   |                   |         |                               |                                          |
| 02.07.2019                        | 01.05.2024        | 60 (14) | brak – nie przetłumaczono     | Influence                                |
|                                   |                   |         |                               |                                          |
| 02.07.2019                        | 01.05.2024        | 61 (15) | brak – nie przetłumaczono     | Leverage                                 |
|                                   |                   |         |                               |                                          |
| 02.07.2019                        | 01.05.2024        | 62 (16) | brak – nie przetłumaczono     | Illusion of Control                      |
|                                   |                   |         |                               |                                          |
| 09.07.2019                        | 01.05.2024        | 63 (17) | brak – nie przetłumaczono     | First Impression                         |
|                                   |                   |         |                               |                                          |
| 16.07.2019                        | 01.05.2024        | 64 (18) | brak – nie przetłumaczono     | Early Warning                            |
|                                   |                   |         |                               |                                          |
| 23.07.2019                        | 01.05.2024        | 65 (19) | brak – nie przetłumaczono     | Elder Wisdom                             |
|                                   |                   |         |                               |                                          |
| 30.07.2019                        | 01.05.2024        | 66 (20) | brak – nie przetłumaczono     | Quiet Conversations                      |
|                                   |                   |         |                               |                                          |
| 06.08.2019                        | 01.05.2024        | 67 (21) | brak – nie przetłumaczono     | Unknown Factors                          |
|                                   |                   |         |                               |                                          |
| 13.08.2019                        | 01.05.2024        | 68 (22) | brak – nie przetłumaczono     | Antisocial Pathologies                   |
|                                   |                   |         |                               |                                          |
| 20.08.2019                        | 01.05.2024        | 69 (23) | brak – nie przetłumaczono     | Terminus                                 |
|                                   |                   |         |                               |                                          |
| 27.08.2019                        | 01.05.2024        | 70 (24) | brak – nie przetłumaczono     | Into the Breach                          |
|                                   |                   |         |                               |                                          |
| 27.08.2019                        | 01.05.2024        | 71 (25) | brak – nie przetłumaczono     | Overwhelmed                              |
|                                   |                   |         |                               |                                          |
| 27.08.2019                        | 01.05.2024        | 72 (26) | brak – nie przetłumaczono     | Nevermore                                |
|                                   |                   |         |                               |                                          |
| SERIA CZWARTA: PHANTOMSCzęść 1    |                   |         |                               |                                          |
|                                   |                   |         |                               |                                          |
| 16.10.2021                        | nieemitowany      | 73 (1)  |                               | Inhospitable                             |
|                                   |                   |         |                               |                                          |
| 16.10.2021                        | nieemitowany      | 74 (2)  |                               | Needful                                  |
|                                   |                   |         |                               |                                          |
| 21.10.2021                        | nieemitowany      | 75 (3)  |                               | Volatile                                 |
|                                   |                   |         |                               |                                          |
| 28.10.2021                        | nieemitowany      | 76 (4)  |                               | Involuntary                              |
|                                   |                   |         |                               |                                          |
| 04.11.2021                        | nieemitowany      | 77 (5)  |                               | Tale of Two Sisters                      |
|                                   |                   |         |                               |                                          |
| 11.11.2021                        | nieemitowany      | 78 (6)  |                               | Artemis Through the Looking Glass        |
|                                   |                   |         |                               |                                          |
| 18.11.2021                        | nieemitowany      | 79 (7)  |                               | The Lady, or the Tigress?                |
|                                   |                   |         |                               |                                          |
| 25.11.2021                        | nieemitowany      | 80 (8)  |                               | I Know Why the Caged Cat Sings           |
|                                   |                   |         |                               |                                          |
| 02.12.2021                        | nieemitowany      | 81 (9)  |                               | Odnu!                                    |
|                                   |                   |         |                               |                                          |
| 09.12.2021                        | nieemitowany      | 82 (10) |                               | Nomed Esir!                              |
|                                   |                   |         |                               |                                          |
| 16.12.2021                        | nieemitowany      | 83 (11) |                               | Teg Ydaer!                               |
|                                   |                   |         |                               |                                          |
| 23.12.2021                        | nieemitowany      | 84 (12) |                               | Og Htrof Dna Reuqnoc!                    |
|                                   |                   |         |                               |                                          |
| 30.12.2021                        | nieemitowany      | 85 (13) |                               | Kaerb Ym Traeh!                          |
|                                   |                   |         |                               |                                          |
| Część 2                           |                   |         |                               |                                          |
|                                   |                   |         |                               |                                          |
| 31.03.2022                        | nieemitowany      | 86 (14) |                               | Nautical Twilight                        |
|                                   |                   |         |                               |                                          |
| 31.03.2022                        | nieemitowany      | 87 (15) |                               | Ebb Tide                                 |
|                                   |                   |         |                               |                                          |
| 31.03.2022                        | nieemitowany      | 88 (16) |                               | Emergency Dive                           |
|                                   |                   |         |                               |                                          |
| 07.04.2022                        | nieemitowany      | 89 (17) |                               | Leviathan Wakes                          |
|                                   |                   |         |                               |                                          |
| 14.04.2022                        | nieemitowany      | 90 (18) |                               | Beyond the Grip of the Gods!             |
|                                   |                   |         |                               |                                          |
| 21.04.2022                        | nieemitowany      | 91 (19) |                               | Encounter Upon the Razor's Edge!         |
|                                   |                   |         |                               |                                          |
| 28.04.2022                        | nieemitowany      | 92 (20) |                               | Forbidden Secrets of Civilizations Past! |
|                                   |                   |         |                               |                                          |
| 05.05.2022                        | nieemitowany      | 93 (21) |                               | Odyssey of Death!                        |
|                                   |                   |         |                               |                                          |
| 12.05.2022                        | nieemitowany      | 94 (22) |                               | Rescue and Search                        |
|                                   |                   |         |                               |                                          |
| 19.05.2022                        | nieemitowany      | 95 (23) |                               | Ego and Superego                         |
|                                   |                   |         |                               |                                          |
| 26.05.2022                        | nieemitowany      | 96 (24) |                               | Zenith and Abyss                         |
|                                   |                   |         |                               |                                          |
| 02.06.2022                        | nieemitowany      | 97 (25) |                               | Over and Out                             |
|                                   |                   |         |                               |                                          |
| 09.06.2022                        | nieemitowany      | 98 (26) |                               | Death and Rebirth                        |
|                                   |                   |         |                               |                                          |

## Dodatkowe informacje
- Trudne do wymówienia czarnomagiczne zaklęcie którego użyli Klarion, Felix Faust, Wotan, Czarnoksiężnik i Kolec Dzikiej Róży brzmi: Wir sind die Pfeifer von Hameln. Nawiązuje do legendy o fleciście z Hameln.
- Sienganie – nazwa głównych wrogów sezonu drugiego w polskiej wersji językowej bardzo odbiega od oryginału – Reach.